# Fernanda Lima
Fernanda Lima là một người mẫu, diễn viên và người dẫn chương trình nổi tiếng của Brasil. Cô sinh ngày 25 tháng 06 năm 1977 tại Porto Alegre, một thành phố ở phía nam Brasil, thủ phủ của bang Rio Grande do Sul.

## Hoạt động

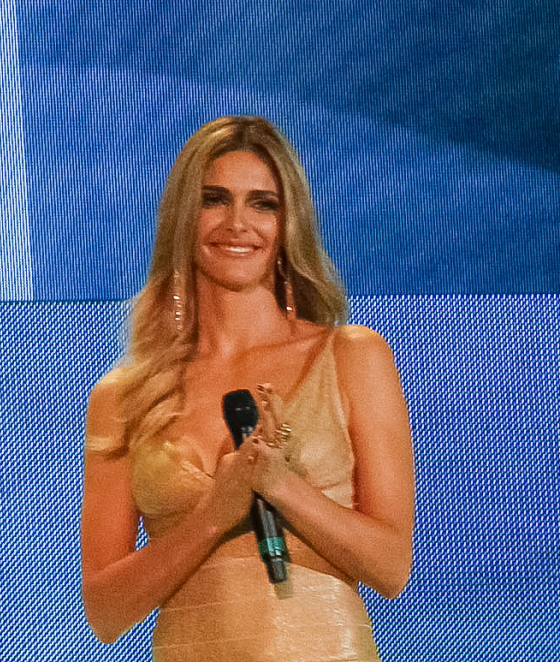
Fernanda Lima tại lễ bốc thăm vòng bảng Giải vô địch bóng đá thế giới 2014

- Năm 1999, Lima ra mắt chương trình truyền hình trên kênh MTV Brazil,
- Năm 2005, Lima được Rede Globo thuê để thay thế cho Angelica dẫn chương trình Video Show, do Angelica đang trong thời kỳ mang thai và nghỉ thai sản. Sau đó, cô được mời đóng trong bộ phim truyền hình dài tập Bang Bang. Trong bộ phim, cô nhập vai của nhân vật chính Diana Bullock, sau đó cô đã nhận được nhiều lời chỉ trích từ dư luận cho vai diễn của mình[1].
- Năm 2006, không nản lòng trước những đánh giá tiêu cực, trong bộ phim Pé na Jaca của Carlos Lombardi, Lima đảm nhận vai diễn người mẫu Maria Bo. Trong bộ phim này, vai diễn của cô đã thành công hơn rất nhiều[1].
- Ngày 26 tháng 08 năm 2009, Lima cho ra mắt chương trình Amor & Sexo (tạm dịch sang Tiếng Việt: Tình yêu và giới tính), đây là một chương trình dành cho giới trẻ. Nội dung chính của chương trình là những chủ đề liên quan đến tình yêu và giới tính. Chương trình vẫn được phát sóng hàng tuần trên Rede Globo từ đó đến nay.
- Ngày 06 tháng 12 năm 2013, Lima cùng với chồng Hilbert được chọn làm cặp dẫn chương trình cho lễ bốc thăm chia bảng vòng chung kết FIFA World Cup 2014 diễn ra tại Costa do Sauipe, bang Bahia, Brasil[2]. Trong lễ bốc thăm, cô đã thu hút được rất nhiều sự chú ý với vẻ đẹp quyến rũ của mình[3][4].

### Phim truyền hình
| Năm  | Tiêu đề           | Nhân vật                                  |
| ---- | ----------------- | ----------------------------------------- |
| 2002 | Desejos de Mulher | Ankita                                    |
| 2005 | Bang Bang         | Diana Bullock                             |
| 2006 | Pé na Jaca        | Maria Botelho Maria Bô Bulhões Lancelotti |
| 2008 | Beleza Pura       |                                           |
| 2013 | Sangue Bom        |                                           |

### Phim điện ảnh
| Năm  | Tiêu đề                                  | Nhân vật            |
| ---- | ---------------------------------------- | ------------------- |
| 2003 | Stuck on You                             | Susie               |
| 2004 | Didi quer ser criança                    | Sandrinha (lúc lớn) |
| 2004 | A Dona da História                       | Maria Helena        |
| 2004 | Cine Gibi                                |                     |
| 2008 | Maria Ninguém                            | Brigitte Bardot     |
| 2009 | Flordelis - basta uma palavra para mudar | Bianca              |

### Chương trình
| Năm  | Tiêu đề             | Giai đoạn          | Kênh       | Phát sóng           | Thời lượng |
| ---- | ------------------- | ------------------ | ---------- | ------------------- | ---------- |
| 1999 | Interligado         | 1999 - 2000        | RedeTV!    |                     |            |
| 2000 | Mochilão MTV        | 2000- 2003         | MTV Brazil |                     |            |
| 2000 | Fica Comigo         | 2000 - 2003        | MTV Brazil |                     |            |
| 2000 | Verão MTV           | 2000 - 2003        | MTV Brazil |                     |            |
| 2005 | Video Game          | 2005 - 2007 - 2008 | Rede Globo | Thứ hai đến thứ sáu | 45 phút    |
| 2006 | Por Toda Minha Vida | 2006 - 2011        | Rede Globo |                     | 50 phút    |
| 2007 | Fantástico          | 2007 - 2009        | Rede Globo | Chủ nhật            | 120 phút   |
| 2009 | Amor & Sexo         | 2009 - 2013        | Rede Globo |                     | 45 phút    |

## Hôn nhân
Fernada Lima đã kết hôn với Rodrigo Hilbert, một nam diễn viên kiêm người mẫu Brasil. Họ đã có với nhau hai đứa con sau khi Lima sinh một cặp con trai sinh đôi là John và Francis vào tháng 4 năm 2008.